# Vadym Movsesovich Adamyan
Vadym Movsesovich Adamyan (tiếng Armenia: Վադիմ Մովսեսի Ադամյան; tiếng Ukraina: Вадим Мовсесович Адамян; sinh ngày 2 tháng 12 năm 1938) là một nhà toán học và vật lý lý thuyết người Liên Xô và Ukraina, giáo sư và trưởng khoa Vật lý tại Đại học Odessa. Ông được biết đến với những đóng góp cho lý thuyết toán tử và phân tích chức năng.

## Tiểu sử
Adamyan sinh ra ở Odessa vào ngày 2 tháng 12 năm 1938. Năm 1956–1961, Vadym Movsesovich Adamyan học tại Đại học Bang Odessa IIMechnikov. Năm 1961, ông tốt nghiệp Khoa Vật lý. Người giám sát công việc cấp bằng của ông là Yu. A. Tsvirko. Năm 1961–1964 ông là nghiên cứu sinh tại Viện Xây dựng Odessa, do nhà toán học xuất sắc Mark Grigorievich Kerin dẫn đầu. Năm 1964-1966, ông làm nghiên cứu viên cao cấp tại Viện Công nghệ Odessa Lomonosov.
Ngày 20 tháng 6 năm 1966, Vadym Adamyan bảo vệ luận án Tiến sĩ chuyên ngành phân tích hàm và lý thuyết hàm tại Viện Toán học và Cơ học, Đại học Yerevan. Cho đến năm 1967, ông giảng dạy tại Khoa Toán học của Viện Xây dựng Odessa. Trong giai đoạn từ năm 1967 đến năm 1975, ông đứng đầu một phòng thí nghiệm tại Viện Vật lý của Đại học Bang Odessa.
Vào ngày 17 tháng 10 năm 1974 Vadym Adamyan bảo vệ luận án tiến sĩ về phân tích hàm và lý thuyết hàm tại Học viện Khoa học thuộc Viện Toán học ở Kiev. Năm 1975, ông trở lại trường cũ của mình và nhận một chức vụ phó giáo sư, và sau đó, vào năm 1977, giáo sư chính thức. Năm 1978, Giáo sư Adamyan trở thành trưởng Khoa Vật lý tại Đại học Bang Odessa. Với một triển vọng khoa học rộng lớn, Vadym Movsesovich Adamyan không chỉ ủng hộ các chủ đề truyền thống của khoa mà còn kích thích sự phát triển của các lĩnh vực mới, chẳng hạn như vật lý plasma, vật lý trạng thái rắn và gần đây là vật lý cấu trúc nano.

## Nghiên cứu
Các lĩnh vực nghiên cứu chính của Adamyan là phân tích chức năng và lý thuyết toán tử. Ngoài ra, từ năm 1966, ông đã nghiên cứu các vấn đề khác nhau của vật lý lý thuyết, chẳng hạn như lý thuyết plasma và lý thuyết về cấu trúc nano.
Trong suốt quá trình hoạt động khoa học lâu dài của mình, Giáo sư Adamyan đã làm việc tại các trường đại học ở Úc, New Zealand, Đức và Tây Ban Nha và nhận được nhiều bằng cấp và giải thưởng danh dự. Năm 1994–1995, ông được bổ nhiệm làm Giáo sư Soros. Vadym Adamyan là thành viên của Hiệp hội Toán học Hoa Kỳ (AMS), Gesellschaft für Angewandte Mathematik und Mechanik (Hiệp hội Cơ học và Toán học Ứng dụng) và Hiệp hội Vật lý Ukraina.